# بيت مسعود (الحيمة الداخلية)

تعديل مصدري - تعديل

بيت مسعود هي إحدى قرى عزلة بلاد القبائل بمديرية الحيمة الداخلية التابعة لمحافظة صنعاء، بلغ تعداد سكانها 241 نسمة حسب تعداد اليمن لعام 2004.